# Гений (сериал, Турция)
Гений (на турски: Deha) е турски телевизионен сериал в жанра екшън и драма, продуциран от Ay Yapım, чийто първи епизод е излъчен на 22 септември 2024 г., режисиран от Умут Aрал и по сценарий на Дамла Серим. Главните роли в сериала са поверени на Aрас Булут Ийнемли, Уур Полат, Taнер Йолмез, Oнур Сайлак, Meлис Сезен и Aхсен Eроулу.

## Сюжет
Става въпрос за сблъсъка на Девран (Арас Булут Ийнемли), гений в своята област, с баща му (Угур Полат) години по-късно.

## Заснемане
Снимките на сериала се провеждат в Истанбул. Някои снимки от първия епизод се провеждат в Амстердам, столицата на Нидерландия, и в Северен Кипър.

## Актьорски състав
- Арас Булут Ийнемли – Девран Каран
- Уур Полат – Искендер Каран
- Танер Йолмез – Джесур Каран
- Онур Сайлак – Софи/Али Хайдар
- Мелис Сезен – Имре Каран
- Ахсен Ероглу – Есме
- Седа Акман – Айсел Каран
- Зухал Генджер – Гюлдже Каран
- Емел Гьоксу – Джавидан Каран
- Дженк Кангьоз – Хаким Налкопаран
- Танер Румели – Юсуф Налкопаран (Карга)
- Умутджан Ютебай – Яман Каран
- Ейлюл Ерсьоз – Джейлан Каран
- Оулджан Арман Услу – Ферман Каран
- Абдуррахман Юнусоулу – Дженгиз
- Чааръ Атакан – Кадир
- Али Берге – Тимучин

## Излъчване
| Сезон | Епизоди | Начало на сезона  | Край на сезона | Всички епизоди | ТВ сезон | ТВ Канал | Дата и час     |
| ----- | ------- | ----------------- | -------------- | -------------- | -------- | -------- | -------------- |
| 1     | 8       | 22 септември 2024 |                | 1 –            | 2024 –   | Show TV  | неделя (20:00) |